# 平手町
平手町（ひらてちょう）は、愛知県名古屋市北区にある地名。現行行政地名は平手町1丁目及び平手町2丁目。住居表示未実施。

## 地理
北区西部に位置する。西から1丁目と2丁目がある。1丁目のフィール志賀公園店とクオリティライフ21城北、2丁目の志賀公園を除いた地域は住宅地である。

## 歴史

### 町名の由来
織田信長の家臣で、自刃して主人をいさめたとされる平手政秀の邸宅が所在したことから。

### 沿革
- 1954年（昭和29年） - 北区西志賀町・光音寺町の各一部より成立。

## 世帯数と人口
2019年（平成31年）1月1日現在の世帯数と人口は以下の通りである。
| 町丁   | 世帯数  | 人口  |
| ------ | ------- | ----- |
| 平手町 | 142世帯 | 280人 |

### 人口の変遷
国勢調査による人口の推移
| 2000年（平成12年） | 282人 | [ WEB 6 ] |  |
| 2005年（平成17年） | 320人 | [ WEB 7 ] |  |
| 2010年（平成22年） | 306人 | [ WEB 8 ] |  |
| 2015年（平成27年） | 318人 | [ WEB 9 ] |  |

## 学区
市立小・中学校に通う場合、学校等は以下の通りとなる。また、公立高等学校に通う場合の学区は以下の通りとなる。なお、小学校は学校選択制度を導入しておらず、番毎で各学校に指定されている。
| 小学校                                    | 中学校               | 高等学校 |
| ----------------------------------------- | -------------------- | -------- |
| 名古屋市立金城小学校 名古屋市立光城小学校 | 名古屋市立志賀中学校 | 尾張学区 |

## 交通

### バス
- 名古屋市営バス（名古屋市交通局）
  - 志賀公園前停留所
  - 西部医療センター停留所：名古屋市立西部医療センター開設に伴って施設内交通広場に設置された停留所。

## 施設
- クオリティライフ21城北
  - 名古屋市立西部医療センター
  - 名古屋陽子線治療センター
  - 重症心身障害児者施設
- 志賀公園
  - 金城コミュニティセンター
- フィール志賀公園店
- ボンタイン珈琲本社

## 史跡
- 平手町遺跡

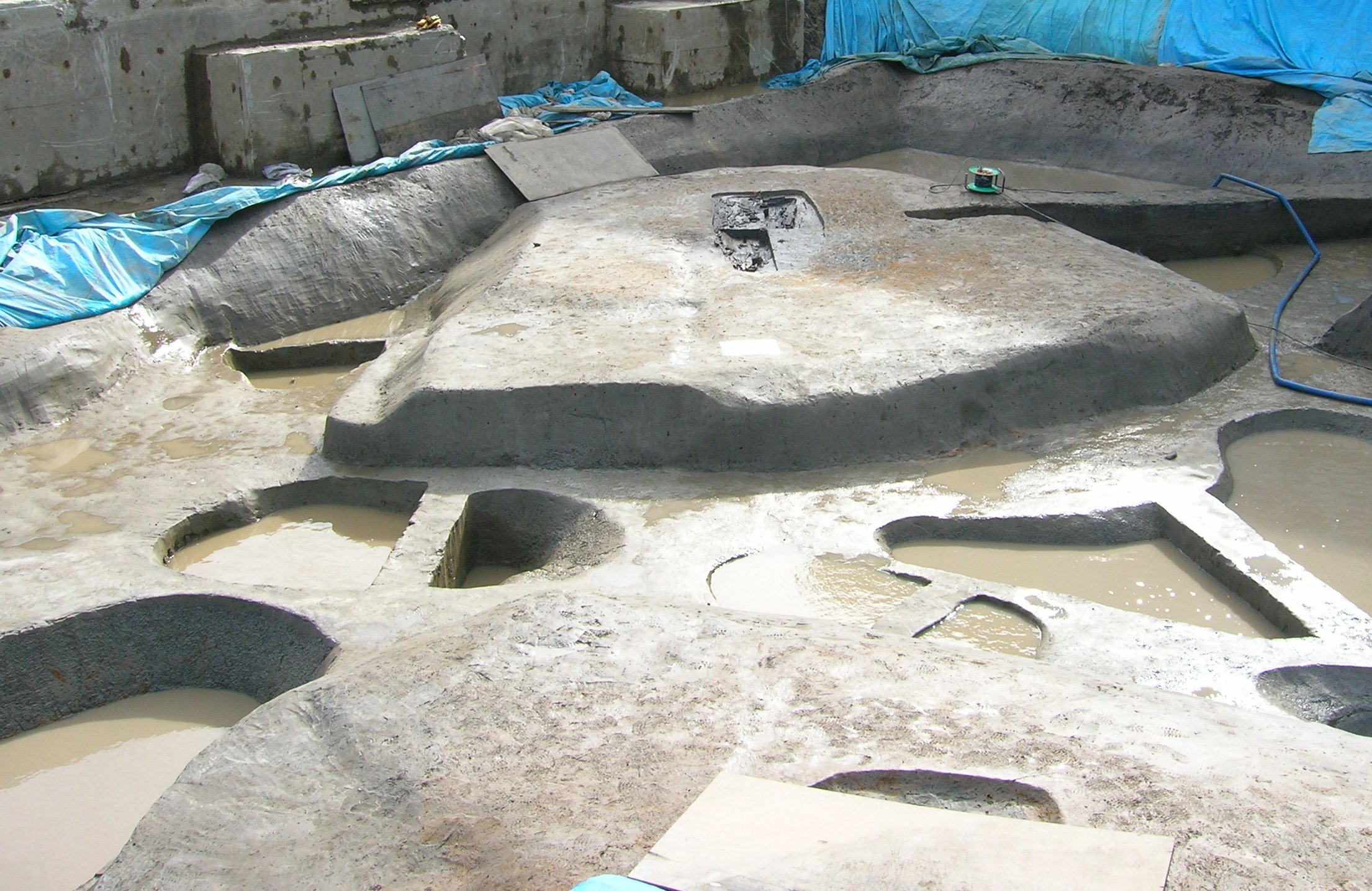
平手町遺跡の方形周溝墓（2009年1月）

  - 庄内川および矢田川の形成した沖積低地に位置する弥生時代の低湿地遺跡である[1]。近接する西志賀遺跡と一体の遺跡であり、さらには志賀公園遺跡とも関連するとみられる[1]。1999年（平成11年）から2006年（平成18年）にかけて、愛知県埋蔵文化財センターおよび名古屋市教育委員会により4度の調査が行われている[1]。その結果、弥生時代前期の環濠および中期の環濠・方形周溝墓・竪穴建物などが検出されている[1]。
- 志賀公園遺跡

## その他

### 日本郵便
- 郵便番号 : 462-0057[WEB 3]（集配局：名古屋北郵便局[WEB 12]）。

### WEB
1. 1 2  “愛知県名古屋市北区の町丁・字一覧”.   人口統計ラボ. 2017年10月7日閲覧。
2. 1 2  “町・丁目(大字)別、年齢(10歳階級)別公簿人口(全市・区別)”.   名古屋市 (2019年1月23日). 2019年1月23日閲覧。
3. 1 2  “郵便番号”.  日本郵便. 2019年1月6日閲覧。
4. ↑  “市外局番の一覧”.   総務省. 2019年1月6日閲覧。
5. ↑  名古屋市役所市民経済局地域振興部住民課町名表示係 (2015年10月21日). “北区の町名一覧”.   名古屋市. 2017年10月7日閲覧。
6. ↑  名古屋市役所総務局企画部統計課統計係 (2005年7月1日). “（刊行物）名古屋の町(大字)・丁目別人口 (平成12年国勢調査) 北区” (xls). 2017年10月8日閲覧。
7. ↑  名古屋市役所総務局企画部統計課統計係 (2007年6月29日). “平成17年国勢調査　名古屋の町(大字)別・年齢別人口 北区” (xls). 2017年10月8日閲覧。
8. ↑  名古屋市役所総務局企画部統計課統計係 (2012年6月29日). “平成22年国勢調査　名古屋の町(大字)別・年齢別人口 北区” (xls). 2017年10月8日閲覧。
9. ↑  名古屋市役所総務局企画部統計課統計係 (2017年7月7日). “平成27年国勢調査　名古屋の町(大字)別・年齢別人口” (xls). 2017年10月8日閲覧。
10. ↑  “市立小・中学校の通学区域一覧”.   名古屋市 (2018年11月10日). 2019年1月14日閲覧。
11. ↑  “平成29年度以降の愛知県公立高等学校（全日制課程）入学者選抜における通学区域並びに群及びグループ分け案について”.   愛知県教育委員会 (2015年2月16日). 2019年1月14日閲覧。
12. ↑  郵便番号簿 平成29年度版 - 日本郵便. 2019年01月06日閲覧 (PDF)

### 文献
1. 1 2 3 4  村木誠 2008, p. 187.